# Vodokaz
Vodokaz je naprava za određivanje razine vodene površine u vodotocima, jezerima, umjetnim jezerima (akumulacijama) i slično. Obično je u obliku letve podijeljene u centimetarske oznake, a vodostaj se mjeri povremeno (nekontinuirano), najčešće jednom dnevno. Također vodokaz je naziv cijev, obično staklenu, spojenu sa zatvorenom posudom s tekućinom (na primjer parnim kotlom), na kojoj se kontrolira razina tekućine u posudi, a koristi se zakon o spojenim posudama.

## Mareograf
Mareograf je mjerni instrument koji služi za bilježenje morskih mijena (plima i oseka) i obično se postavlja iznad posebnog napravljenog bunara ili cijevi povezanim s morem. U bunaru (cijevi) pluta plovak koji se diže i spušta prateći promjene razine morske površine. Okomito kretanje plovka prenosi se žicom na kolo; na taj se načini pokreće pisaljka koja na papiru crta krivulju plime i oseke. Papir je namotan na bubanj koji satni mehanizam okreće konstantnom brzinom. Danas se podatci uglavnom spremaju u digitalnom obliku. Postoje i mareografi koji se drže na dnu mora i koji rade na principu mjerenja tlaka stupca vode iznad njih.

## Limnigraf
Limnigraf (grč. λίμνη: stajaća voda; jezero + γράφω: pisati) je mjerni instrument koji neprekidno bilježi razinu vode. Najčešće se koristi mehanički limnigraf, koji se sastoji od plovka u zdencu koji je spojen s vodenim tokom ili umjetnim jezerom, a položaj i pomicanje plovka prenosi se na zapisni uređaj.

## Zakom o spojenim posudama
Spojene posude su međusobno povezane posude tako da se tekućina u njima može slobodno gibati iz jedne u drugu. Visina stupca tekućine u svim je spojenim posudama jednaka, što se naziva zakonom o spojenim posudama.
Ako uzmemo cijev u obliku slova U i nalijemo u nju vodu, vidjet ćemo da će voda u jednom i drugom kraku biti jednako visoko. To proizlazi iz činjenice što hidrostatski tlak na svakom mjestu cijevi koja spaja posude ovisi samo o visini stupca tekućine do površine nad tim mjestom. Kad bi visine obiju strana kod cijevi istog presjeka bile različito visoke, značilo bi da s jedne strane djeluje veća sila nego s druge, pa bi to izazvalo strujanje tekućine dok se ne bi izjednačile visine u posudama. U vodokaznoj cijevi kotla voda stoji jednako visoko kao i u kotlu. Kad se u blizini rijeke iskopa bunar, voda koja se iz rijeke provlači kroz pjeskovito tlo, takozvana temeljna voda, napuni bunar i stoji jednako visoko kao što je i vodostaj rijeke. 
Nalaze li se u U cijevi dvije tekućine koje se ne miješaju, na primjer ulje i voda, dakle različitih specifičnih težina, obje razine tekućina u istoj visini. Ulje ima manju specifičnu težinu γ1, pa je potreban viši stupac ulja da svojim pritiskom drži ravnotežu stupcu vode u drugom kraku. Vrijedi:
{\displaystyle {\frac {\gamma _{1}}{\gamma _{2}}}={\frac {\rho _{1}}{\rho _{2}}}={\frac {h_{2}}{h_{1}}}}
Zaključak: specifične težine, odnosno gustoće dviju tekućina u spojenim posudama odnose se obrnuto proporcionalno kao visine njihovih stupaca. Iz navedenog izraza vidimo da ovakva cijev omogućuje određivanje specifične težine neke tekućine ako su poznate ostale 3 veličine.